# (6245) Ikufumi
(6245) Ikufumi (1990 SO4) – planetoida z pasa głównego asteroid okrążająca Słońce w ciągu 3,5 lat w średniej odległości 2,3 j.a. Odkryta 27 września 1990 roku.